# San (High and Mighty Color)
San (参?) è il terzo album in studio degli High and Mighty Color, pubblicato il 21 febbraio 2007.

## Il disco
L'album contiene una nuova versione di DIVE into YOURSELF, per il cui coro si è svolto un concorso per scegliere la voce.
L'album è stato pubblicato in due edizioni: l'edizione speciale include un DVD contenente tutti i video musicali della band, ad eccezione di STYLE ~get glory in this hand~, che è stato escluso per un motivo sconosciuto. All'uscita, l'album raggiunse la posizione numero 16 nella classifica Oricon, per poi uscire dalla top 20 in appena una settimana, diventando l'album meno venduto della band.

## Lista tracce
Testi e musiche degli High and Mighty Color.

### CD
1. Enrai 〜Tooku ni Aru Akari〜 (遠雷 〜遠くにある明かり〜?) – 4:24
2. Resistance (レジスタンス?) – 3:55
3. DIVE into YOURSELF (YOUR VOICE Version) – 3:48
4. Koigokoro (恋心?) – 4:10
5. Oxalis (オキザリス?) – 4:27
6. Hummingbird (ハミングバード?) – 4:25
7. The moon illuminates – 3:57
8. Yoake Mae (夜明け前?)– 4:46
9. Sandome no Sakura (三度目の桜?) – 3:59
10. Hibana (火花?) – 4:48
11. Suiren (睡蓮?) – 4:30
12. LAST WORD – 3:54
13. a shape of love – 4:14
14. Tadoritsuku Basho (辿り着く場所?) – 5:12
15. Oxalis (Movie Version) (オキザリス (MOVIE VERSION)?) – 3:53

### DVD
1. Ichirin no Hana (一輪の花?)
2. DIVE into YOURSELF
3. Enrai 〜Tooku ni Aru Akari〜 (遠雷 〜遠くにある明かり〜?)
4. Tadoritsuku Basho (辿り着く場所?)
5. Oxalis (オキザリス?)
6. O・MA・KE

## Formazione
- Mākii – voce
- Yūsuke – voce
- Kazuto – chitarra solista; cori in DIVE into YOURSELF (YOUR VOICE Version)
- MEG – chitarra ritmica; cori in DIVE into YOURSELF (YOUR VOICE Version)
- Mackaz – basso
- SASSY – batteria, programmazione

### Altri musicisti
- Mai Hoshimura – tastiere